# Makowszczyzna (województwo łódzkie)
Makowszczyzna – osada w Polsce położona w województwie łódzkim, w powiecie wieruszowskim, w gminie Łubnice. Jest częścią wsi Wójcin.
W latach 1975–1998 Makowszczyzna należała administracyjnie do województwa kaliskiego.

## Historia
Pierwsza wzmianka o nowej osadzie pochodzi z 1838 roku.  W dawnym Wójcinie wykarczowano niewielki obszar leśny między wsią a Żdżarami zwany Makowszczyzną. Jeszcze w 1838 roku ten teren miał charakter lesisty, a w 1864 roku Makowszczyzna nie posiadała nawet odrębnej Tablicy Likwidacyjnej. Jednak w 1887 roku istniał tam już pokaźny folwark posiadający 429 mórg, jak wynika to z informacji o podziale klucza wójcińskiego. Tak powstała nowa kolonia Wójcina z folwarkiem i zaczątkami osiedla.  Nazwa osady wywodzi się najprawdopodobniej od nazwiska dawnego zarządcy leśnego, gajowego Makowskiego.
Jak podaje Słownik geograficzny Królestwa Polskiego w 1880 na Makowszczyźnie było 16 mieszkańców.  
Po 1929 roku aż do końca wojny właścicielami majątku Makowszczyzna byli Tadeusz Antepowicz i Eugenia Dylewska. We wrześniu 1939 roku z majątku pozostał tylko dwór. Stajnie, kuźnia i inne zabudowania gospodarcze zostały spalone. Po wojnie majątek Tadeusza Antepowicza o wielkości 181,60 ha, został wywłaszczony dekretem o reformie rolnej z 6 IX 1944 roku, a budynek dworski rozebrany.